# Oliver Andrásy
Oliver Andrásy (* 15. listopadu 1957 Bratislava) je slovenský moderátor, scenárista a režisér. Vystudoval žurnalistiku na Filozofické fakultě Univerzity Komenského. Od roku 1983 pracoval v redakci zábavných žánrů Slovenského rozhlasu. 
V roce 1993 založil spolu s Elenou Vacvalovou a Stanislavem Gurkou firmu Hattrick.

## Dílo

### Rozhlas
Autor a moderátor cyklických rozhlasových relací:
- Humorikon (Slovenský rozhlas)
- Päťadvadsať (Slovenský rozhlas)
- Superpavučina (Československý rozhlas)
- Dereš (Rádio Twist)

Autor televizních relací:
- Apríl, Apríl (Čsl. televize)
- Pátranie pokračuje (Čsl. televize)
- Škola života (Čsl. televize)

### Televize
Autor a moderátor televizních relací:
- Čo dokáže ulica (Čsl. televize, později Slovenská televize)
- Aj múdry schybí (VTV, později TV Markíza)
- Nikdo není dokonalý (Prima[1][2])
- Dereš (TV Markíza)
- Nikto nie je dokonalý (RTVS)

Producent a režisér televizní relací:
- Bonzáčik (VTV, později TV Markíza)
- Dve na tri (TV Markíza)
- Nikto nie je dokonalý (RTVS)

### Knižní tvorba
- Len o tých druhých (Východoslovenské vydavateľstvo 1988)